# Пряхин, Дмитрий Васильевич
Дми́трий Васи́льевич Пря́хин (8 ноября 1896, Знаменка — 6 июня 1961, Ленинград) — русский и советский гобоист, артист оркестра Ленинградского малого театра оперы и балета, заслуженный артист РСФСР (1939).

## Биография
В 1912 году закончил музыкальной училище Петербургской придворной певческой капеллы. С 1913 по 1918 год играл в духовом оркестре. С 1919 по 1956 год Пряхин был артистом оркестра Петроградского (позже 1924 года Ленинградского) малого театра оперы и балета. Его неоднократно приглашали для исполнения партии первого гобоя в оркестр Ленинградской филармонии. В особенности часто он там появлялся в летние сезоны. В 1939 году Пряхину было присвоено звание заслуженный артист РСФСР.